# Bellapais
Bellapais (in greco Μπελαπάις?; in turco Beylerbeyi) è un piccolo villaggio nella parte settentrionale di Cipro, a circa sette chilometri dalla città di Kyrenia. Era un villaggio greco cipriota fino al 1974. È sotto il controllo de facto di Cipro del Nord, dove appartiene al distretto di Girne, mentre de iure appartiene al distretto di Kyrenia della Repubblica di Cipro.
Il villaggio nel 2011 aveva 934 abitanti.

## Origini del nome
Il villaggio prese il nome da un monastero cattolico chiamato originariamente "Abbazia della Pace" (in francese Abbaye de la Paix) che si trova al centro del villaggio e fu costruito nel XIII secolo, durante il periodo dei Lusignano. Nel 1979 i turco-ciprioti cambiarono il suo nome in Beylerbeyi che significa "Signore dei Signori". Tuttavia il nome Bellapais è ancora usato nei cartelli e negli opuscoli per scopi turistici.

## Storia
Il villaggio ospitò per alcuni anni lo scrittore inglese Lawrence Durrell, che descrisse la vita a Cipro negli anni cinquanta del novecento nel suo libro "Bitter Lemons" ("Gli amari limoni di Cipro" nella traduzione italiana). Egli racconta fra l'altro che ingannava il tempo bevendo caffè sotto l'"Albero dell'Ozio": ci sono due alberi nel villaggio che possono essere identificati con quello menzionato. Il libro non permette di identificare univocamente il luogo, e così due caffè utilizzano a fini pubblicitari il libro di Durrell. La casa dello scrittore, situata su una salita molto ripida, si riconosce da una targa che vi è stata posta e si può avere il piacere di ritornare in basso seguendo una via tortuosa che collega vecchi frantoi.

## Monumenti e luoghi d'interesse

### Architetture religiose
Il gioiello del villaggio è l'Abbazia di Bellapais o l'"Abbazia della Pace" (dal francese: "Abbaye de la Belle Paix"). Costruita dai canonici regolari dell'Ordine Premonstratense nel 13º secolo, è un complesso in rovina molto imponente in una posizione meravigliosa che permette di spaziare la vista su Kyrenia e sul Mar Mediterraneo.

## Società

### Evoluzione demografica
Il villaggio fu quasi sempre abitato esclusivamente da greco-ciprioti. All'inizio del secolo c'erano solo uno o due abitanti musulmani (turco-ciprioti) che vivevano a Bellapais. La sua popolazione fluttuò tra le 600 e le 700 persone durante la maggior parte del XX secolo.
Durante la guerra del 1974 la maggior parte dei residenti greco-ciprioti di Bellapais tentarono di rimanere nel villaggio. Nell'ottobre 1975, il numero dei greci accampati nel villaggio era di 434 (incluse diverse persone provenienti dalle aree circostanti e da Kyrenia). Quel numero scese a 411 nel febbraio 1976, 303 in maggio e solo sette (7) nell'agosto 1976. Nel settembre 1976 non c'erano più greco-ciprioti che vivevano a Bellapais. Attualmente, come il resto dei greco-ciprioti sfollati, quelli di Bellapais sono sparsi nel sud dell'isola, soprattutto nelle città. Il numero dei greco-ciprioti sfollati tra il 1974 e il 1976 fu di circa 680 (672 nel 1973).
Oggi il villaggio è abitato soprattutto da turco-ciprioti sfollati da Mari, Kalavasos e Maroni. Vivono nel villaggio anche alcuni cittadini turchi e cittadini di altri paesi. Negli ultimi venti anni, molti cittadini europei e ricchi turco-ciprioti provenienti da altre parti del nord dell'isola hanno acquistato proprietà, costruito case e si sono stabiliti qui. A causa del recente boom edilizio e del turismo, il villaggio ospita anche molti lavoratori immigrati dalla Turchia e dal Pakistan, impiegati in questi settori. Il censimento turco-cipriota del 2006 stima la popolazione del villaggio a 934 persone. A causa delle nuove residenze estive costruite nel villaggio, quest'ultimo numero può facilmente salire a 1.500 durante il periodo delle vacanze. Lo sviluppo edilizio disordinato ha rovinato irreparabilmente i luoghi.